# Similiparma
Similiparma là một chi cá biển thuộc phân họ Microspathodontinae nằm trong họ Cá thia. Hai loài trong chi này được tìm thấy ở những vùng biển nhiệt đới trên Đại Tây Dương.

## Từ nguyên
Từ định danh được ghép bởi similis (trong tiếng Latinh có nghĩa là "giống nhau") và parma (đề cập đến chi Parma), hàm ý đề cập đến sự tương đồng giữa hai chi này.

## Phân loại học
Trước đây, Similiparma được xem là một chi đơn loài và chỉ chứa S. hermani, nhưng qua kết quả phân tích hình thái học của Cooper và các cộng sự, Abudefduf luridus là loài chị em gần nhất với S. hermani nên A. luridus được chuyển sang chi này với danh pháp là S. lurida.
Do dựa theo một lỗi đánh máy trong quyển Damselfishes of the World của Allen (1991) mà Kottelat (2013) lại xem Similiparma là một danh pháp đồng nghĩa của chi Chrysiptera, kéo theo S. hermani là đồng nghĩa của Chrysiptera unimaculata, mặc dù Similiparma từ lâu đã được công nhận là một chi hợp lệ.

## Các loài
Có 2 loài được công nhận trong chi này, bao gồm:
- Similiparma hermani (Steindachner, 1887)
- Similiparma lurida (Cuvier, 1830)